# Криводановка (село)
Криводановка — село, одно из старейших в Новосибирской области. Расположено в Новосибирском районе Новосибирской области в 12 км от города Новосибирска. Население — 11 874 чел. (2021).
Один из ближайших пригородов Новосибирска. Административный центр муниципального образования «сельское поселение Криводановский сельсовет».

## История
Деревня Криводаново возникла в 1700 году.
В 1859 году в деревне было 39 дворов, насчитывалось 217 жителей (101 мужчина и 116 женщин).
В 1868 году в ней жили 227 человек, была одна школа. Криводановский сельский совет учреждён в 1918 году. В 1928 году состояла из 486 хозяйств, основное население — русские. В административном отношении являлось центром Криводановского сельсовета Бугринского района Новосибирского округа Сибирского края.

## Население
| 1868 | 1926  | 2002  | 2007  | 2010    | 2021    |
| ---- | ----- | ----- | ----- | ------- | ------- |
| 227  | ↗2851 | ↗9123 | ↗9704 | ↗10 051 | ↗11 874 |

| год  | мужчины | мужчины | женщины | женщины | все    |
| ---- | ------- | ------- | ------- | ------- | ------ |
| 2002 | 4247    | 46,6 %  | 4876    | 53,4 %  | 9123   |
| 2010 | 4655    | 46,3 %  | 5396    | 53,7 %  | 10 051 |

## Экономика
На территории села находятся:
- ОАО «Кудряшовское». Самое крупное свиноводческое хозяйство области. Работают 1000 человек, половина из них — жители Криводановки. Генеральный директор — Сергей Владимирович Горбачёв[3][4].
- ООО «Кудряшовский мясокомбинат». Может выпускать до 3000 тонн полуфабрикатов в месяц[4].
- филиал ООО «ВЕКА Рус»: выпускаются ПВХ-профили и комплектующие для производства оконных конструкций. Работают главным образом уроженцы Криводановки. Руководитель филиала — Андрей Алексеевич Ермашов[3].
- ЗАО «Обское», занимающееся растениеводством и молочным животноводством.
- ООО Агрофирма «Лебяжье»[4].
- ОАО «Сибмост».[источник не указан 3898 дней].
- ООО Торговый дом «Дивинка»

Есть электричество и водопровод. Планируется появление логистических и выставочных центров.

## Образование и культура
Сейчас в селе Криводановка две школы. Есть дом культуры, в котором действуют кружки и самодеятельные творческие коллективы.
В ноябре 2013 во время тура по России группа Limp Bizkit сняла в Криводановке короткометражное видео.